# Future (finansiering)
En future er en aftale om køb eller salg af et værdipapir til en fastsat kurs på et fastsat fremtidigt tidspunkt. Køber og sælger forpligter sig til at hhv. købe og sælge værdipapiret på dette tidspunkt. Aftalen mellem køber og sælger er bindende og prisen fastsættes sådan at den har en værdi på 0 ved aftalens indgåelse. Køber betaler altså sælger en pris der svarer til værdien af futures-kontrakten.
Såfremt aftalen ikke var bindende, ville der være tale om en call (købs) option eller en put (salgs) option.
En future er en standardiseret terminsforretning med fast løbetid på et helt antal måneder og leveringsdato den første i måneden. Futures bruges ofte til råvarehandel, men en future kan også bruges i forbindelse med andre aktiver. Investering i et indeks foregår på den måde, at man investerer i en future på indekset. På leveringstidspunktet får man en ny future på indekset.